# Aage Roose
Aage Valdemar Larsen Roose, född 2 januari 1880 i Kolding, Danmark, död 1970, var en dansk konstnär.
Han var son till spannmålshandlaren Christian Hansen Roose och Lisette Helene Kristine Marie Petersen och från 1907 gift med Wanda Agnes Reichman. Roose studerade vid Det Kongelige Danske Kunstakademi 1899–1901 och bedrev därefter privatstudier för Laurits Tuxen och Peder Severin Krøyer 1901-1905 han reste till Paris 1905 där han studerade vid Académie Colarossi 1905-1906 och under ett flertal studieresor till England, Italien och Sverige. Han kom att bli en Sverigevän och var en period bosatt i Filipstad och efter återflytten till Danmark upprätthöll han kontakten med Sverige genom sommarvistelser i Bohuslän och Stockholms skärgård. Tillsammans med sin fru ställde han ut i Köpenhamn 1910 och ställde därefter ut i ett flertal danska och internationella utställningar. I Sverige ställde han ut separat på Konstsalong Rålambshof i Stockholm 1947, Lunds universitets konstmuseum 1919, Värmlands museum 1950 samt tillsammans med sin fru på Konstnärshuset i Stockholm 1919. Hans konst består av porträtt, figurbilder, djurstudier och landskapsmålningar. Roose finns representerad vid bland annat Nationalmuseum, Moderna museet, Lunds universitets konstmuseum, Värmlands museum och Kunstmuseets kopparstickssamling i Köpenhamn.